# 튜니티는 아직도 내 이름
튜니티는 아직도 내 이름(Piu forte, Ragazzi!, All The Way Boys)은 이탈리아에서 제작된 쥬세페 콜리지 감독의 1972년 영화이다. 테렌스 힐 등이 주연으로 출연하였다.

## 출연

### 주연
- 테렌스 힐
- 버드 스펜서

### 조연
- 라인하드 콜드호프
- 카를로스 무노즈
- 시릴 쿠삭
- 알렉산더 알레슨